# Sundánci
Sundánci jsou etnická skupina žijící především v Indonésii na západě ostrova Jáva. Jde o druhé nejpočetnější etnikum Indonésie. Převážná většina Sundánců vyznává islám.

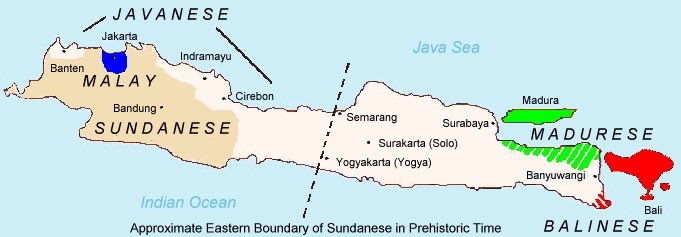
Mapa hlavních jazyků na ostrově Jáva, většina Sundánců žije v oblasti vyznačené světle hnědou barvou

Původním domovem Sundánců je ostrov Tchaj-wan, do oblasti dnešní Indonésie migrovali přes Filipíny. Na Jávě se objevili pravděpodobně mezi roky 1500 a 1000 př. n. l.